# 金子佳市
金子 佳市（かねこ けいいち、1993年10月1日 - ）は、日本の実業家、起業家、社会科学研究者。Y2 Incubate LLC代表社員、株式会社Relic執行役員。専門はパワーエレクトロニクスおよびディープテック領域の事業開発。IEEEと電気学会から複数の学術賞を受賞している。大阪工業大学 客員准教授、東京農工大学 理事付教員など学術・産学連携の要職も兼務する。
専門はディープテック領域の事業創出で、スタートアップと大企業双方の橋渡し役を務める。複数の大学・公的機関でメンターを担当し、地域発イノベーションのエコシステム構築にも注力している

## 経歴
- 京都府舞鶴市出身。中国・浙江大学および台湾・台北科技大学へ研究留学。
- 大阪工業大学大学院 工学研究科 電気電子工学専攻 博士前期課程修了(JASSO奨学生)
- グロービス経営大学院大学 経営研究科 経営専攻 卒業(テクノベート奨学生)
- 立命館大学大学院 テクノロジー・マネジメント研究科 博士課程後期課程
- 2018年 パナソニック株式会社入社。調理家電用インバータと新機能開発を担当し、社内新規事業創出スキームGameChanger Catapult[11]でプロジェクトリーダーを務める。その後経営企画部に異動し、PaaS型新規事業の推進に携わる。
- 独立系VCであるサムライインキュベート[12]に転じ、大企業ならびに大学発技術の新規事業創出支援に従事。
- 上場スタートアップで新規事業責任者や大学発スタートアップを経て、2023年に独立。
- Y2 Incubate LLCを設立し代表社員に就任。DeepTechスタートアップ向けアドバイザリーや実行支援パッケージ、大手企業向け新規事業開発支援を提供。
- 同年より株式会社Relic 執行役員[13]としてディープテックイノベーション領域を統括。

## 主な研究業績
論文
| 著書、学術論文等の名称 | 単著、共著／単独・共同の区別                                                                                  | 発行または発表の年・月 | 発行所、発表雑誌等または発表学会等の名称                                                   |
| （学術論文） ＜査読あり＞ 超急速充電キャパシタスクータ用EDLCスタックバランスの評価                                          | 第一著者 共著 金子佳市、大森英樹、木村紀之、森實俊充、中岡睦雄                                                | 2017年3月              | パワーエレクトロニクス学会誌, 2017 年 43 巻 p. 177                                         |
| （学術論文） ＜査読あり＞ Design of super-rapid charging capacitor scooter with EDLC power supply and pulse power charger   | 第一著者 共著 Keiichi Kaneko,Hideki Omori, Noriyuki Kimura,Toshimitsu Morizane,Mutsuo Nakaoka                 | 2017年2月              | IEEE, 2016 IEEE 2nd Annual Southern Power Electronics Conference (SPEC)                    |
| （学術論文） ＜査読あり＞ A Study of balancer-less EDLC stack in a new power electric motor-driven capacitor scooter system | 第一著者 共著 Keiichi Kaneko,Hideki Omori, Noriyuki Kimura,Toshimitsu Morizane,Mutsuo Nakaoka, Saad Mekhilef  | 2017年12月             | IEEE, 2017 Asian Conference on Energy, Power and Transportation Electrification (ACEPT)    |
| （学術論文） ＜査読あり＞ A novel type of EDLC electric motor-driven scooter with pulse power super-rapid charger           | 第一著者 共著 Keiichi Kaneko,Hideki Omori, Noriyuki Kimura,Toshimitsu Morizane,Mutsuo Nakaoka                 | 2015年11月             | IEEE, 2015 International Conference on Electrical Drives and Power Electronics (EDPE)      |
| （学術論文） ＜査読あり＞ A new super-rapid pulse power charging electric scooter system with balancer-less EDLC stack      | 第二著者 共著 Taisei Ando, Hideki Omori, Keiichi Kaneko, Noriyuki Kimura, Toshimitsu Morizane, Mutsuo Nakaoka | 2017年11月             | IEEE, 2017 19th International Conference on Electrical Drives and Power Electronics (EDPE) |

学会発表の要旨
| （学会発表） A Study of balancer-less EDLC stack in a new power electric motor-driven capacitor scooter system | 口頭発表 単独                   | 2017年10月 | 2017 Asian Conference on Energy, Power and Transportation Electrification (ACEPT),Singapore                 |
| （学会発表） A New Super-Rapid Charging Capacitor Scooter with EDLC Power Supply and Pulse Power Charger       | ポスター発表 単独 口頭発表 単独 | 2017年8月  | 平成29年電気学会産業応用部門大会, 北海道, 函館                                                              |
| （学会発表） Design of super-rapid charging capacitor scooter with EDLC power supply and pulse power charger   | 口頭発表 単独                   | 2016年12月 | 2016 IEEE 2nd Annual Southern Power Electronics Conference (SPEC),Auckland, New Zealand                     |
| （学会発表） 電気二重層キャパシタを用いた瞬間充電型スクータシステムの運用評価                                  | ポスター発表 単独               | 2016年10月 | The 3rd Symposium on Semiconductor Power Conversion                                                         |
| （学会発表） EDLC電源とパルスパワー充電装置による超急速充電キャパシタスクータの設計                            | 口頭発表 単独                   | 2016年9月  | 電気学会 平成28年産業応用部門大会, 群馬県, 前橋市                                                           |
| （学会発表） A novel type of EDLC electric motor-driven scooter with pulse power super-rapid charger           | 口頭発表 単独                   | 2015年9月  | 2015 International Conference on Electrical Drives and Power Electronics (EDPE),Tatranska Lomnica, Slovakia |